# Печена Аљаска
Печена Аљаска је десерт који се састоји од сладоледа и торте преливених смеђем безе. Јело је направљено од сладоледа стављеног у посуду за питу, обложеног кришкама бисквита или божићног пудинга и преливеног безе. Након што се стави у замрзивач, цео десерт се накратко стави у изузетно загрејану рерну, довољно дуго да се безе стегне и карамелизује, али не довољно дуго да почне да се топи сладолед.  Још један уобичајени начин да се безе запече је паљење десерта, понекад чак и запаљење у сврху презентације.

## Етимологија
Назив је наводно скован 1876. у Њујорку, у част преузимања Аљаске од Руске империје у марту 1867. Међутим, оригинални рецепт звао се „Аљаска Флорида“ (што сугерише екстремне хладноће и врућине), а не „Печена Аљаска“. 
Јело је познато и као omelette à la norvégienne, или "норвешки омлет", што се на сличан начин односи на хладну климу Норвешке.  Током Светске изложбе у Паризу 1867., шеф кухиње Гранд хотела одлучио је да направи „научни десерт” користећи откриће Бенџамина Томпсона о ниској топлотној проводљивости беланаца. Томпсон је у време свог открића живео у Баварској, а како је кувар мислио да је Баварска у Норвешкој, одлучио је да јело назове "норвешки омлет".  

## Варијације
Током 1969. недавно измишљена микроталасна пећница омогућила је мађарском гастрофизичару Николасу Куртију да произведе обрнуто печену Аљаску (која се назива и „Замрзнута Флорида“) — смрзнуту шкољку безе напуњену врућим алкохолом. 
Варијација под називом Бомбе Аљаска захтева да се мало тамног рума попрска по печеној Аљасци. Цео десерт се фламбира током сервирања. 
Пламен на леденом брду је популаран десерт у Хонг Конгу који је сличан печеној Аљасци. Десерт је куглица сладоледа у средини бисквита, са кремом на врху. Виски и сируп се прелију преко врха и лопта се запали пре сервирања.  Пре неколико деценија, деликатес се служио само у врхунским хотелима, али данас се обично служи у многим западним ресторанима.
- Бомбе Аљаска која је фламбирана алкохолом у ресторану у Сингапуру
- Пламен на леденом брду из Хонг Конга, направљен од сладоледа, бисквита, крема, сирупа и вискија
- Тостиран безе од печене Аљаске
- Печена Аљаска са трешњом